# 三谷一夫
三谷 一夫（みたに かずお、1975年 - ）は、日本の映画プロデューサー。
兵庫県出身。映画会社映画24区代表。

## 人物
兵庫県生まれ。関西学院大学経済学部を卒業後、10年間東京三菱銀行にてエンタメ系企業の支援に従事。2008年に映画「パッチギ!」「フラガール」を生んだ映画会社シネカノンの経営に参画し、企業再生を成立。2009年に「意欲的な映画づくり」「映画人の育成」を掲げて株式会社映画24区を設立。
気鋭の映画監督とタッグを組み、自社で運営する映画24区スクールから輩出した若手の俳優や脚本家を積極的に起用した映画プロデュースを多数手掛けている。近年は映画を地域創生に活用した取り組みに力を入れており、全国の自治体や地場企業と組んだ企画（映画24区ローカル）が多い。
近年の編著書に『俳優の演技訓練（2013年/フィルムアート社)』、『俳優の教科書（2017年/フィルムアート社）』がある。

## 略歴
- 関西学院大学経済学部講師（2013年～現在）
- 早稲田大学オープンカレッジ講師（2015年～現在）

## 作品
- 2012年 映画『傷跡』（冨樫森監督） - プロデューサー
- 2012年 映画『1+1=11』（矢崎仁司監督） - プロデューサー
- 2013年 映画『夏がはじまる』（冨樫森監督）- プロデューサー
- 2013年 映画『砂をつかんで立ち上がれ』（藤澤浩和監督）- プロデューサー
- 2014年 映画『乙女のレシピ』（三原光尋監督）- プロデューサー
- 2014年 映画『父のこころ』（谷口正晃監督）- プロデューサー
- 2014年 映画『くらげとあの娘』（宮田宗吉監督）- プロデューサー
- 2015年 TVドラマ『チア☆ドル』（全10話、藤澤浩和監督）- プロデューサー
- 2016年 舞台『解体されゆくアントニン・レーモンド建築 旧体育館の話』（冨樫森演出）- プロデューサー
- 2016年 映画『校庭に東風吹いて』（金田敬監督）- プロデューサー
- 2017年 映画『セブンティーン、北杜夏』（冨樫森監督）- プロデューサー
- 2018年 映画　ぼくらのレシピ図鑑シリーズ第1弾　『36.8℃ サンジュウロクドハチブ』（安田真奈監督）- プロデューサー
- 2019年 映画『21世紀の女の子』（山戸結希企画・プロデュース）- コプロデューサー
- 2019年映画『風たちの午後 デジタルリマスター版』（矢崎仁司監督）- プロデューサー
- 2020年 映画　ぼくらのレシピ図鑑シリーズ第2弾 『夏、至るころ』（池田エライザ監督）- プロデューサー

## 著書
- 俳優の演技訓練 映画監督は現場で何を教えるか（2013年、フィルムアート社)
- 俳優の教科書 撮影現場に行く前に鍛えておきたいこと（2017年、フィルムアート社）